# RS-528
Pour les articles homonymes, voir Route 528.
La RS 528 est une route locale du Nord-Ouest de l'État du Rio Grande do Sul qui relie la BR-472, sur le territoire de la municipalité de Palmitinho, à la commune de Pinheiro do Vale. Elle dessert ces deux seules villes, et est longue de 18,280 km.